# Galceran de Besora i de Cartellà
Galceran de Besora i de Cartellà, president de la Generalitat de Catalunya en el període 1377-1378, nomenat per les Corts de Barcelona (1377).
Era almoiner del monestir de Ripoll quan va ser nomenat diputat. Més tard arribaria al càrrec d'abat i hi restaria fins a la seva mort en 1383. Sent abat, va fer construir una galeria porxada del monestir i la capella de sant Macari.
Galceran de Besora va ser nomenat per tancar la crisi creada amb la dimissió de Guillem de Guimerà i d'Abella a les Corts de Barcelona (1377). Amb tot, el seu també va ser un mandat curt, ja que la comissió reorganitzadora creada per readreçar la institució, va acabar recomanant la destitució dels diputats acabats de nomenar just un any abans. Ramon Gener, que formava part de l'esmentada comissió, va ser el seu substitut.
Els membres de l'efímera diputació, es varen ocupar d'afers de defensa marítima contra el duc d'Anjou que amenaçava les costes valencianes.